# Каражон
Каражо́н (каз. Қаражон) — село у складі Сауранського району Туркестанської області Казахстану. Входить до складу Майдантальського сільського округу.
Населення — 639 осіб (2021; 749 у 2009, 794 у 1999, 558 у 1989).